# الصحافة في لبنان
الصحافة في لبنان: يمكن القول إن أول صدور لصحيفة سياسية لا تمثل السلطة في المشرق العربي، كانت من العاصمة اللبنانية بيروت، وهي جريدة «حديقة الأخبار» للصحافي خليل الخوري (1836 – 1907)، مطلع كانون الثاني (يناير) 1858، أي قبل نحو قرن ونصف القرن. وقبل هذا التاريخ بنحو ثلاث سنوات وتحديدًا في العام 1855، وصف اللبناني رزق الله الحلبي بإمـام النهضة الصحفية لإصداره أول جريدة باللغــة العـربيـة أسماهـا «مرآة الأحـوال» فـي عاصمة الدولــة العثمانية، الأستانة. ثم أصدر المعلم بطرس البستاني صحيفةنفير سوريا في العام 1860 في بيروت، وكانت تدعو إلى الوحدة الوطنية إثر مذابح 1860 الطائفية، وتلتها صحيفة «النشرة الشهرية» الدينية في العام 1863، على يد المرسلين الأميركيين.
أما الصحيفة الأولى فـي جـبـل لبنـان، فهـي جريدة الرسمية التي أصدرها المتصرف داوود بـاشا فـي بيت الدين سنة 1867، وصدرت جريدة لبنان الرسمية هذه في أربع صفحات أسبوعيًّا شأن سائر الصحف آنذاك، نصفها عربي ونصفها الآخر فرنسي، وطبعت في مطبعة خاصة بها استقدمها المتصرف إلى بيت الدين.

## لمحة تاريخية

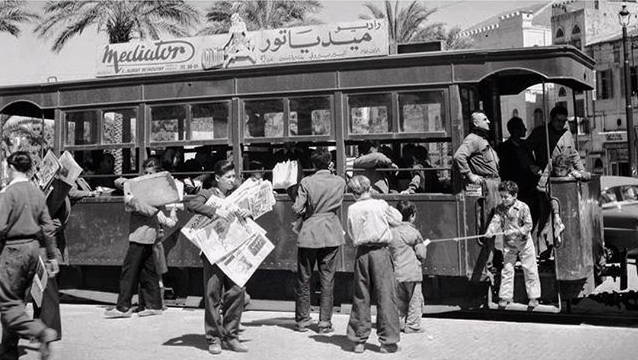
بائع صحف قرب "الترمواي" وسط العاصمة اللبنانية بيروت في 4 شباط 1956

تقول الكاتبة ليلى حمدون في استعراضها الصحف العربية التي صدرت في العهد العثماني بدءًا من منتصف القرن التاسع عشر: 
"نجد أن أغلبها صدر عن لبنانيين أو كان للبنانيين فضل في إصدارها، كالكونت رشيد الدحداح الذي أصدر جريدة “برجيس باريس” العام 1858، وأحمد فارس الشدياق الذي أصدر “الجوائب” في إسطنبول العام 1860".
وقد اندفع اللبنانيون إلى إصدار الصحف في بيروت بكثرة مدهشة، حتى أنه صدر في العام 1870 سبع جرائد ومجلات، أهمها:
- «البشير» أسبوعية، وقد أنشأها الآباء اليسوعيون، وكان شعارها: «تعرفون الحق والحق يحرّركم». وبعد الحرب العالمية الأولى، أخذت تصدر يومية إلى أن توقفت عن الصدور العام 1947.
- «الجنة» أسبوعية تجارية أدبية، أصدرها سليم البستاني في بيروت العام 1870، أخذت تصدر مرتين في الأسبوع حتى سنة 1881، فصارت تُطبع في المطبعة الأدبية لصاحبها خليل سركيس. حينئذٍ، اتفق المعلم بطرس البستاني صاحب «الجنان» وسليم البستاني صاحب «الجنة» وخليل سركيس صاحب «لسان الحال»، على ضمّ هذه الصحف إلى إدارة واحدة ومطبعة واحدة. وظلت «الجنة» تصدر بطابع مستقل حتى وفاة صاحبها عام 1884، فتحوّل الامتياز إلى أخيه خليل الذي أصدرها مدة عامين، ثم أوقفها بسبب اشتداد الرقابة على الجرائد في تلك الفترة.
أما «الجنان» التي أصدرها المعلم البستاني العام  1870، فقد كانت تصدر مرتين في الشهر، وكان شعارها «حب الوطن من الإيمان». وبعد وفاة البستاني (1883)، تحوّل امتيازها إلى ابنه سليم ثم نجيب، ثم توقفت سنة 1887. وفي العام 1887 أيضًا، أنشأ القس لويس صابونجي «النحلة» أسبوعية، واستمرت في الصدور حتى العدد 31 منها، حيث أمر راشد باشا والي سوريا بتعطيلها.
أما «لسان الحال» لخليل سركيس فصدرت في العام 1877، وهي صحيفة سياسية وظهر فيها أول إعلان مصور، وفي العام 1891 أصدر خليل بدوي صحيفة «الأحوال»، وهي أول صحيفة يومية في السلطنة العثمانية.

### نهضة الصحافيات
دخلت المرأة اللبنانية مبكرًا إلى عالم الصحافة، فأصدرت سليمة أبي راشد مجلة «فتاة لبنان» في العام 1914. ومن ثم توالت النهضة الصحفية النسائية في لبنان؛ فأصدرت ماري يني «مينرفا» العام 1917، كما أصدرت ماري زمار «فتاة الوطن» في زحلة، وفي العام نفسه أيضا أصدرت عفيفة صعب «الخدر». وأصدرت حبوبة حداد أول مجلة نسائية لبنانية في أوروبا، وهي مجلة الحياة الجديدة التي أنشأتها في العاصمة الفرنسية باريس في العام 1920، ثم في بيروت.
على الرغم من انتقال السيطرة على بلاد الشام (تحديدًا سوريا ولبنان) آنذاك، من الحكم العثماني إلى دولة الانتداب (1920 - 1943)، ظل صدور الصحف في لبنان في ارتفاع، عبر موضوعات وقضايا مختلفة: أدبية وسياسية، ودينية، وحزبية...

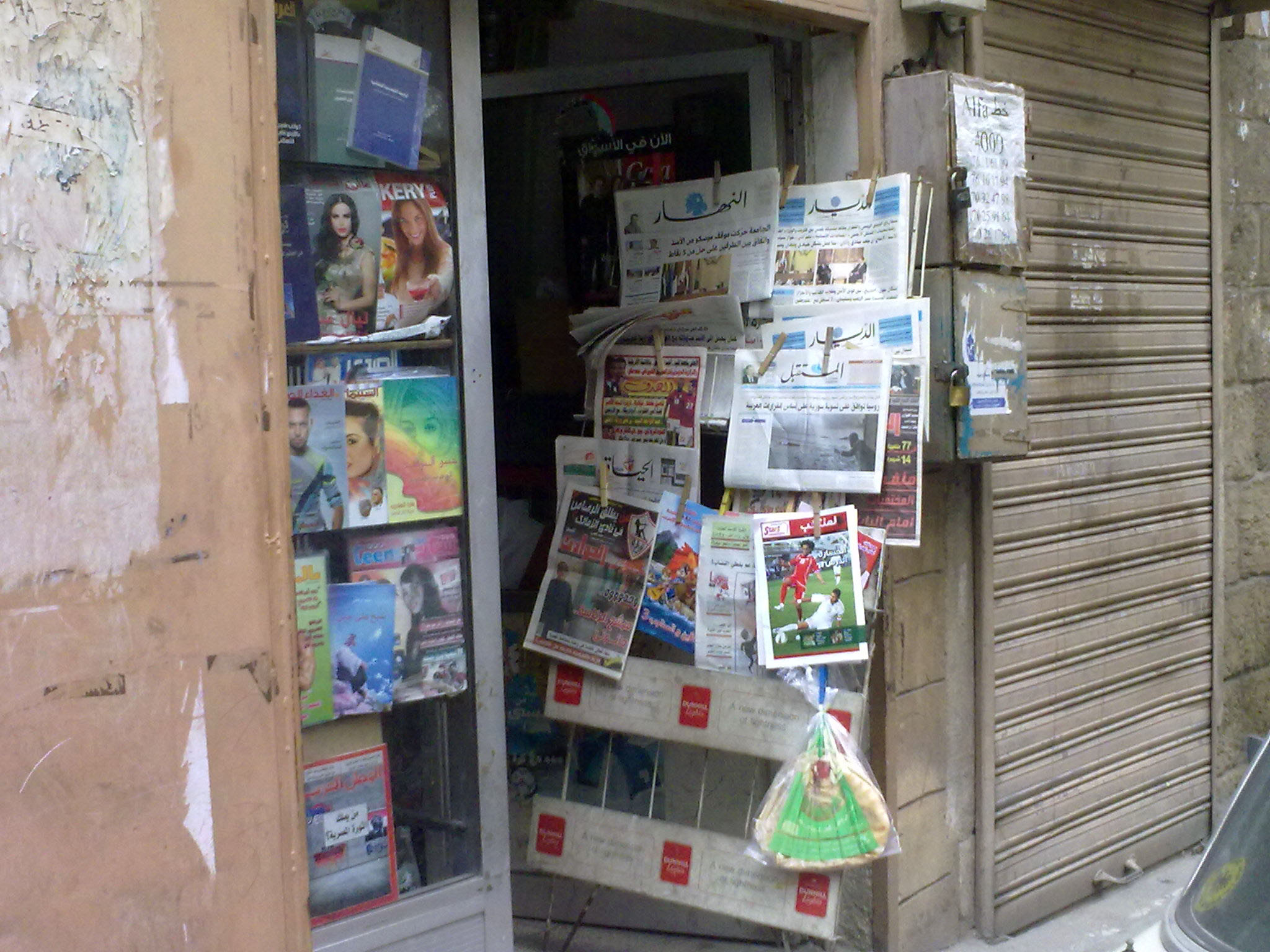
صحف لبنانية - معظمها توقف عن الصدور - أمام أحد المحلات في طرابلس (شمال لبنان)

## من الحكم العثماني إلى الانتداب الفرنسي
صدر في عهد السلطان عبد العـزيز الـذي اعتلـى العـرش سنة 1861، قـانون الولايات العثمانية سنة 1864، وأتبعـه فـي أواخـر العــام نفسه بقـانـون المطبوعات العثمـاني.
وفي العام 1909، صدر قانون المطبوعات وفق الدستور العثماني، لتزداد الامتيازات الصحفية، وتبعها حركات سياسية مختلفة الأهداف والأبعاد. وظل القانون العثماني الثاني المتعلق بعمل الصحف، ساري المفعول في لبنان، حتى بعد دخول السلطة الفرنسية المنتدبة بخمس سنوات. وقد زودت سلطات الانتداب قلم المطبوعات بالأموال الوفيرة لدفع الإكرامات، وأطلقت حرية إصدار الصحف فكثر حَمَلة المباخر.
ويتألف القانون العثماني للصحافة، من أربع قوانين، هي: قانون النشر الأساسي: 37 مادة، وقانون المطابع: 13 مادة،  وقانون حق التأليف: 42 مادة، وقانون جرائم المطبوعات: 8 مواد. وقد منح هذا القانون حريات أوسع للصحافيين. لكن نتيجة لهذه الحريات حاول المستفيدون منه استثماره، مما حمل السلطات العثمانية على تعديله 3 مرات. أقامت مشادات عنيفة في «مجلس المبعوثان» ونتيجة لهذه الحريات كان عدد الصحافيين الذين أعدموا مع الشهداء عقب إعلان الحرب العالمية الأولى (1914– 1918)، 16 صحفيًّا من أصل 31 شهيدًا.
أسست حكومة لبنان الكبير صحيفتها الرسمية المعروفة بجريدة لبنان الكبير الرسمية سنة 1921، وذلك بعد إعادة تنظيم المنطقتين الشرقية والغربية في سوريا ولبنان، وقيام دولة لبنان الكبير في أول أيلول سنة 1920 تحت سلطة الانتداب الفرنسي، وتعدّ الصحيفة الثامنة في سلسلة الجرائد الرسمية الصادرة في لبنان، وقد مثل صدورها حلقة لاستكمال الوجه الرسمي للكيان السياسي الجديد لإذاعة الأوامر والقرارات والإعلانات الرسمية والخاصة على الجمهور عموماً وعلى الأعيان ورجالات الدولة خصوصاً للتقيد بمضمونها.
في العام 1923 صدرت صحيفة  «L'orient» (الشرق) العام 1923، وفي العام 1924، وضع الفرنسيون قانوناً جديداً للصحافة مؤلفاً من 66 مادة بدلاً عن القانون العثماني الثاني، فكان أوله حلواً وآخره مراً، فقد قيد الحريات الصحفية بنسبة القانون العثماني الأول، وأبطل القانون تحديد سنوات الدراسة للذين يودون ممارسة الصحافة. وكان القانون العثماني يفرض الشهادة التعليمية لسبع سنوات، فجاء القانون الفرنسي يقول: كل من وقّع اسمه يعتبر متعلماً ويحق له ممارسة الصحافة.
بعد مرور سنة على صدور القانون الفرنسي، وعقب إطلاق الحاكم «كايلا» عبارته المشهورة: «الكلاب تنبح والقافلة تمشي»، قامت قيامة الصحافة عليه، فاضطر إلى تعديل القانون.
في الفترة نفسها أيضًا، شهدت الصحافة في لبنان، إصدارات حزبية عدّة منها: صوت الشعب للحزب الشيوعي - 1937، والعمل لحزب الكتائب - 1939.
وقبل هذين التاريخين، صدرت جريدة «النهار» للصحافي جبران تويني في العام 1933، وهي لا تزال تصدر حتى اليوم.
من الأزمات، اتخذت الصحافة اللبنانية نهضة، فعند اعتقال سلطات الانتداب الفرنسي رجال الاستقلال في «قلعة راشيا» العام 1943، أُطلقت صحيفتان: إحداهما تحمل شعار علامة الاستفهام (؟)، والأخرى شعار علامتي استفهام (؟؟)، لتعبئة الشعب اللبناني ضد الانتداب، وبالفعل جرى إطلاق سراحهم في 22 تشرين الثاني (نوفمبر) 1943، الذي يعدّ يوم الاستقلال اللبناني.
وفي خلال الفترة الممتدة بين الأعوام 1930 والعام 1943، انخرطت الصحافة اللبنانية في خط النضال السياسي بقوة، ونشرت الأفكار الوطنية في البلاد، فكانت مساهمتها في معركة الاستقلال أساسية. وقد تعرّضت من جراء ذلك لضغوط السلطة الفرنسية المنتدبة. وكان من أبرز الصحافيين الذين التزموا ذلك الخط: جبران تويني، ميشال شيحا، جورج نقاش، ميشال زكور، يوسف الخازن وخيري عوني الكعكي.
ومن الصحف الرئيسة التي صدرت في مرحلة الانتداب: صوت الأحرار، والنداء، وبيروت، ولبنان، واللواء، والبلاد، والدبور، والديار، وآسيا، والعمل، والنهار، والشرق. فضلا عن صحيفة «الحياة» لكامل مروة في العام 1946.

## القوانين الصحافية الصادرة بين 1864 و1995
- القانون العثماني الأول، 1864.
- قانون المطبوعات العثماني 1909
- قانون المطبوعات اللبناني في عهد الانتداب الفرنسي،  والقرارات المتممة له.
- قرار المفوض السامي بفرض المراقبة على الصحف خلال حرب 1939 – 1944.
- قانون المطبوعات اللبناني في العهد الاستقلالي 1948.
- قانون حظر نشر الأخبار العسكرية وتطور المادة 108 منه بين 1946 و 1956
- قانون المطبوعات اللبناني – مرسوم اشتراعي رقم 4 تاريخ 22/10/ 1952.
- قانون تحديد عدد المطبوعات 1953 (حدد العدد بـ 25 مطبوعة سياسية موقوتة منها 15 مطبوعة يومية على الأقل، بينها 12 موقوتة عربية).
- قانون الطوارئ.
- مواد القانون الجزائي العام، المتعلق بالصحافة.
- التعرفة الرسمية للإعلانات الصحفية.
- التعرفات الصحفية البريدية، والبرقية، واللاسلكية والهاتفية وقوانينها.
- القانون الأول لنقابة الصحافة اللبنانية 1924.
- القانون الثاني لنقابة الصحافة اللبنانية 1939.
- قانون جمعية أصحاب الصحف 1944.
- قانون أصحاب الصحف اللبنانية 1946.
- قانون نقابة الصحافة اللبنانية 1948.
- قانون نقابة الصحافة اللبنانية المعدل 1952.
- قانون فرض الشهادة العلمية على الصحفيين 1953.
- قانون رقم 23/82 صادر في 3 آب 1982 -  إنشاء صندوق ضمان أصحاب الصحف الصحافيين.
- قانون نقابة محرري الصحف اللبنانية والقوانين المعدلة له 1941.
- القانون الثاني لنقابة المحررين 1944.
- القوانين الأربعة لنقابة مراسلي الصحافة الأجنبية 1938، 1945، 1948، 1949 الخ...
- قانون المطبوعات – 14 ايلول 1962
- قانون صادر بمرسوم اشتراعي رقم 52 صادر في 5 آب سنة 1967 – إعلان حالة الطوارئ أو المنطقة العسكرية.
- قانون  رقم 19/73 بتعديل المادة 84 من قانون المطبوعات
- مرسوم اشتراعي رقم 1 تاريخ 1/1/1977 – فرض رقابة على المطبوعات
- مرسوم اشتراعي رقم 104 تاريخ 30/6/1977 تعديل بعض أحكام قانون المطبوعات الصادر في 14/9/1962
- مرسوم اشتراعي رقم 121 تاريخ 16/9/1983 – تحديد عدد المطبوعات السياسية الدورية
- مرسوم اشتراعي رقم 49 تاريخ 23/3/1983 – إلغاء المرسوم 121 للعام 1983
- قانون رقم 14/86 تاريخ 25/2/1986 إلغاء المرسوم الاشتراعي رقم 1 تاريخ 1/1/1977 المتعلق بفرض رقابة على المطبوعات
- قانون رقم 330 صادر في 18/5/1994 تعديل بعض أحكام المرسوم الاشتراعي رقم 104 تاريخ 30/6/1977 المتعلق بتعديل بعض أحكام قانون المطبوعات
- قانون رقم 441 صادر في 17/7/1995 – تعديل المادة 20 من قانون الصادر بتاريخ 14/9/1962 والمعدل بالمرسوم الاشتراعي رقم 104 تاريخ 20/6/1977.[9]

لم يقتصر الدور النشط للبنانيين في إصدار الصحف في العهد العثماني والانتداب فحسب، بل امتد إلى بلاد المهجر، وفي ما يلي أبرز الصحف والمجلات اللبنانية التي صدرت في أواخر القرن التاسع عشر وبدايات القرن العشرين:

## الولايات المتحدة الأميركية
صدرت في مطلع العام 1888، أول جريدة عربية في نيويورك في مغامرة جريئة، أصدرها نجيب عربيلي اللبناني، وأسماها «كوكب أميركا». وفي العام 1894 أصدر نعوم مكرزل «العصر» في فيلادلفيا، ثم أصدر في العام 1898 مطبوعة «الهدى» في نيويورك التي ما زالت مستمرة بالظهور. وفي العام 1897 أصدر يوسف المعلوف «الأيام» كما صدرت في نيويورك صحف لبنانية أخرى أمثال: «مرآة الغرب» لنجيب دياب، و«الحارس» لأمين الغريب، و«الشعب» ليوسف مراد، و«الفنون» لنسيب عريضة، و«السمير» لإيليا أبو ماضي، و«السائح» لعبد المسيح الحداد.

## المكسيك
أما في المكسيك فصدرت «الشرق» العام 1905 لصاحبها كرم البشعلاني و«المطامير» لسعيد عقل، و«صدى المكسيك» لبطرس طوبيا، و«الخواطر» ليوسف الحلو، و«الصاعقة» ليوسف مسلم، و«الاعتدال» ليوسف غسطين، و«القسطاس» لفريد سليم. و«الفرائد» لخليل نصر وداوود شرتوني، كما صدر باللغة الإسبانية «الردوندفيل» لإبراهيم البيطار، و«الأمير» لألفونس عواد.

## الأرجنتين
في الأرجنتين صدرت أول صحيفة عربية في العاصمة باسم الأرجنتين «صوت الفيحاء» لسليم بالش في العام 1894، وأصدر الخوري يوحنا سعيد «الصاعقة»، ثم «صدى الجنوب» في العام 1898، وأصدر شكري الخوري وخليل شاوول «الصبح» العام 1899، ثم تبعتها صحف جديدة أخرى، منها «الزمان» لميخائيل السمرا، «المرسل» لموسى عزيزة، «الإصلاح» لجورج صوايا، «التمدن» للدكتور حبيب أسطفان، «الحياة» لجورج عساف، «الاتحاد اللبناني» لرشيد رستم.

## الشيلي
صدرت أول جريدة عربية في شيلي باسم «المرشد» للخوري بولس الخوري في العام 1913، و«المنبر» ليوسف مسعد في العام 1915، و«الوطن» لداوود مجاعص في العام 1919، و«التفاهم» لأنطون الجمل، و«الاعتدال» لتوفيق ضعون، و«النشرة العربية» لسليمان عويس. كما صدرت باللغة الاسبانية جريدة «العالم العربي» لجرجس أبو صالح، و«لانيزول» لاسيس فارس.

## البرازيل
كانت جريدة «الرقيب» أول جريدة عربية أنشأها نعوم اللبكي في العاصمة البرازيلية العام 1896، وفي العام 1898 أصدر شكري الخوري «الأصمعي» في سان باولو وأصدر «أبو الهول» العام 1906، وأصدر نعوم اللبكي وفارس نجم «المناظر» في سان باولو العام 1899 أيضاً. وتوالت صدور صحف جديدة منها: «الأفكار» للطبيب سعيد أبو جمرة و«البرازيل» لقيصر المعلوف، و«الميزان» لإسطفان الغلبوني و«والجالية» لجورج مسرة، و«فتى لبنان» لرشيد عطية، و«الأمازون» لفارس دبغي، و«الجريدة» للدكتور خليل سعادة، و«الكرامة» لسلوى سلامة، و«الشرق» لموسى كريم و«القصة الأندلسية»، والحمراء...

## رواد وشهداء
قدمت الصحافة اللبنانية العشرات من الرواد في العمل الصحافي في العالم العربي، كذلك قدمت عشرات الشهداء، وخصوصًا في الحرب الأهلية اللبنانية التي امتدت من العام 1975 إلى العام 1990، وصولاً إلى بدايات القرن الحادي والعشرين. فإلى جانب الرواد غسان جبران تويني وسعيد فريحة وطلال سلمان، يمكن أن نذكر أيضًا:

### من الرواد
- جبران تويني الجد (1890 - 1947): (مؤسس صحيفة النهار في العام 1933) في أول افتتاحية للجريدة الصادرة بتاريخ 4 آب (أغسطس) 1933، كتب تويني: «إن الحكم الدستوري عائد لا محالة لأن صك الانتداب الذي أقام فرنسا وليّة على سوريا ولبنان نص في مادته الثانية على أن تقيم فرنسا في هذه البلاد نظاماً نيابياً للحكم، بالاتفاق مع السلطات الأهلية. ولن تستطيع فرنسا أن تنقض صك الانتداب».[10] هذا المقال لم يكن سوى النموذج لكتاباته النابعة من التزامه في النضال في سبيل استقلال لبنان وحريته وسيادته. سافر إلى باريس العام 1908 متنقلاً في جريدتي «باريز» و«نهضة العرب»، أقام في الإسكندرية والمنصورة عشرة أعوام حرر فيها جريدة «الدلتا». رجع إلى بيروت العام 1923 وحرر في جريدة «الحرية». كما ساهم في إنشاء «الأحرار» مع سعيد صباغة وخليل كسيب قبل أن يؤسس «النهار». ترأس في العام 1946 نقابة الصحافة، وفي العام 1947 توفي في سانتياغو وجيء بجثمانه إلى بلده في العام ذاته.
- خيري عوني الكعكي: (مواليد بيروت 1921، المصيطبة - توفي في 1968) صاحب جريدة الشرق اليومية لمؤسسها عوني الكعكي العام 1926. من أصحاب الأقلام المناضلة في سبيل الاستقلال، ودفع غالياً ثمن مواقفه. فقد تعطلت «الشرق» 53 مرة في عهد مؤسسها، الذي سجن 3 مرات ونفته سلطات الانتداب مرتين. من أبرز المهام التي قام بها أنه ترأس الوفد الصحفي للقاهرة لحضور إعلان الدستور المصري العام 1955، وكان عضواً للوفد الصحافي لمؤتمر باندونغ، ومؤتمر عدم الإنحياز في بلغراد.
- يوسف الخازن: عرف عن الشيخ الخازن أنه كان يعيد كتابة المقال عشرات المرات ليأتي خالياً من كل حشو، وبعدما يدفع به إلى المطبعة، يعيد مطالعته ثم يعود إلى حذف أو زيادة بعض العبارات والكلمات، وقد تستغرق كتابة المقال أحياناً النهار بكامله وبعض الليل، فيأتي كاملاً لا كلمة فيه ناقصة ولا كلمة زائدة، وكان يعد الكلمات ويعمل على حشد معان كثيرة في القليل منها. والشيخ الخازن مؤسس وصاحب جريدة «البلاد» مع موسى نمور وخليل أبو جودة، وهي جريدة يومية سياسية. حرر في جريدة «الأخبار» بالقاهرة، وساهم بتحرير جرائد «المؤيد»، و«الأهرام»، و«المقطم»، ومجلات «الهلال» و«المقتطف» و«الزهور»، كما أسس «بريد الأمة» و«الأخبار» و«الخزانة». لجأ إلى إيطاليا بعد اندلاع الحرب الكونية الثانية ومات في العاصمة الإيطالية ونقل رفاته إلى مسقط رأسه في لبنان.

### من الشهداء
- نسيب المتني: عارض المتني التمديد للرئيس الراحل كميل شمعون وجاهره بمعارضته، ووصف التمديد بالجريمة. وليل السابع من أيار 1958، أثناء «ثورة 1958»، اخترقت جسد المتني رصاصات مجهولة المصدر وغيّبته، فغابت صحف لبنان ثلاثة أيام حداداً على شهيدها.[11]
- كامل مروة: في 16 أيار 1966، ارتوت «دار الحياة» بدماء الصحافي كامل مروة، الذي عمل في صحف عدة، أبرزها «النهار»، قبل أن يطلق جريدة "الحياة" في بيروت. وبرز مروة كأحد ألمع الصحافيين في مدرسة مؤسس «النهار» الراحل جبران تويني، وصادق ملوكاً ورؤساء عرباً، واختلف في الرأي مع آخرين، إلى أن وجد مضرجاً بدمائه خلف مكتبه في «الحياة».
- ادوار صعب: في 16 أيار 1976 كانت الشهادة تنتظر صعب، الذي تربع على عرش الصحافة اللبنانية الناطقة باللغة الفرنسية. وقبل استشهاده قال كلماته الأخيرة لزوجته نهى شلحط: «إن لبنان سيحتجب فترة. ومنذ اليوم وحتى عشرين عامًا، سوف يفقد لبنان سيادته وحرية قراره. لكن بعدها سينهض كبيرًا من كبوته منتصرًا على الأعاصير كلها». لم ينهض لبنان من كبوته في الوقت الذي كبا فيه ادوار صعب، ولن ينهض.
- سليم اللوزي : في الرابع من آذار 1980، اغتيل رئيس تحرير مجلة "الحوادث"، وعُدّ شهيد الصحافة والصحفيين. وقد وُجدت جثة اللوزي في أحراج بلدة عرمون، بعد ثمانية أيام على اعتراض مسلحين سيارته على طريق المطار وكان برفقة زوجته وشقيقتها وسائقه ومرافقه. لكن طريقة قتل اللوزي كانت غاية في البشاعة، فبعد إطلاق النار على رأسه، أحرقت يده بالأسيد. اللوزي الذي بدأ حياته الصحافية في مصر، وتحديداً من مجلة «روز اليوسف»، ومن ثم اشترى امتياز «الحوادث»، واشتهر بلسانه السليط وقلمه اللاذع وتوقه إلى الحرية.[11]
- رياض طه: لم يعش نقيب الصحافة رياض طه حتى ذكرى 6 أيار، وهو الذي كرّس ذلك اليوم عيداً لشهداء الصحافة، فسقط شهيداً في 23 تموز 1980، بعدما اخترقت جسده 6 رصاصات من النوع المتفجر كانت كافية لوضع حد لحياة النقيب بعد 13 عاماً على انتخابه، وبالاجماع، نقيباً للصحافة.
- سهيل طويلة: رئيس تحرير «النداء»، والمدير العام المسؤول في مجلة "الطريق"، وأحد الوجوه البارزة في «الحركة الوطنية» اللبنانية والحزب الشيوعي اللبناني، سقط شهيدًا إثر إطلاق رصاصات مجهولة في 24 شباط 1986. أنجز الحزب الشيوعي تحضيراته لاحياء الذكرى الأولى لاستشهاد طويلة، ومن كان أفضل من صحافي الحزب المؤرخ حسين مروة ليكون خطيب الاحتفال، وهو الذي رثى رفيقه بعد أيام على اغتياله وقال: «شهيدًا شيوعيًّا صحافيًّا مات سهيل طويلة. موت الشهيد الشيوعي موت آخر. هو التقمص من نوع آخر، انه يتقمص الحياة الأوسع والأعمق حياة كل الطيبين...». كانت لمروة كلمات أخرى سيقولها في الذكرى السنوية لطويلة، لكن رصاصات أطلقها ثلاثة مجهولين على «الشيخ» (وهو لقب أطلق على حسين مروة) في مهده كانت كفيلة بوضع حد لحياة من «ولد شيخاً ومات طفلاً» في 24 شباط 1987.
- سمير قصير: في 2 حزيران (يونيو) 2005، اغتيل الصحافي والكاتب في «النهار» سمير قصير الذي يعد من محرّكي «انتفاضة الاستقلال 2005»، ومطلق هذا الشعار، في انفجار داخل سيارته في منطقة الأشرفية، فأصبح قصير شهيد هذا الشعار وشهيد «ربيع بيروت» الذي نادى به وانتظره طويلاً قبل ان تفجّره يد الغدر.
- جبران غسان تويني: صباح 12 كانون الأول 2005 أيضًا، أدى انفجار إلى اغتيال رئيس مجلس إدارة «النهار» والمدير العام لجريدة النهار والنائب في البرلمان جبران تويني، وذلك في المنطقة الصناعية في المكلّس، فقتل على الفور مع اثنين من مرافقيه: اندريه مراد ونقولا الفلوطي.

## تاريخ عريق وحاضر صعب!
يعد تمثال الحرية وسط العاصمة بيروت (ساحة الشهداء)، مثالاً يرمز إلى نضالات الصحافيين وأصحاب الفكر والقلم في لبنان؛ فعلى مدى أكثر من 150 عامًا والصحافة اللبنانية متميزة منذ العهد العثماني، مرورا بالانتداب الفرنسي، وصولا إلى عهد الاستقلال وما بعده، لكنها منذ سنوات، تواجه انتكاسة مع تخبط عدد من المؤسسات الصحافية بسبب الضائقة المادية، وثورة الميديا، وانسحاب عالم الورق لمصلحة العالم الإلكتروني، فأغلقت جريدة السفير (في العام 2017) بعد نحو خمسين عاما من صدورها (تأسست في العام 1974)؛ كذلك أغلقت صحف الأنوار والبيرق والمستقبل... وما تبقى من صحف لا يزال يقاوم حتى اللحظة.

### «نهاية الصحافة في لبنان»؟
يكتب طلال سلمان صاحب جريدة «السفير» اللبنانية ورئيس تحريرها منذ آذار (مارس) 1974 حتى آخر عدد من صدورها بتاريخ 4 كانون الثاني (يناير) 2017، مقالة له على صفحته الخاصة في الإنترنت، في 01/ 10/ 2018، جاء فيها:
قُضي الأمر: انتهى عصر الصحافة المكتوبة في لبنان.
.. وها هي، خارج لبنان، تعود إلى بيت الطاعة: صحافة حكام وصحافة معارضة مدجنة لا تعبر ـ عن الناس وطموحاتهم ومطالبهم، وانما عن صراع أجنحة السلطة ومعها المعارضات المدجنة.
أما في لبنان فتوزعت بين السلطة (وهي طائفية) والمعارضات متعددة الشعار، وهي في أصل تكوينها طائفية..
صحف الحاكم هي الأغنى والأقدر على استقطاب الكتّاب والكوادر المهنية ـ كما انها تكاد تحتكر السوق الاعلانية، رسمية بالأساس، وتجارية وصولاً إلى الاعلانات المبوبة.
فأما الصحف «الطبيعية»، وبغض النظر عن “رسالتها” ومن وما تمثله، وحجم توزيعها في “السوق” فإنها أن هي وجدت “المشترك” فإنها لن تجد “المعلن” وبالتالي فان توزيعها سيظل محدوداً، واستطراداً فان تأثيرها سيبقى محدوداً.

هل من الضروري التذكير بأن الصحافة، وبغض النظر عن مستواها المهني، وعن عقائدية كتّابها ومحرريها أو حيدتهم المغلفة بالأصول المهنية، تبقى ـ من حيث المبدأ ـ في موقع “الملك العام”، طالما انها مطروحة امام “الجميع” بغض النظر عن اديانهم وطوائفهم ومعتقداتهم ومواقفهم السياسية".
ويضيف صاحب "السفير" قائلا بعد اقفال دار الصياد العريقة في عالم الصحافة العربية عمومًا واللبنانية خصوصًا، في التاريخ نفسه:
من الأخبار المحزنة أن دار الصياد، ذات العراقة والتراث المهني والفني ونتاجها السياسي “الأنوار” و”الصياد” والفني “الشبكة”، ومطبوعات عديدة أخرى بعضها لأزياء الأميرات والفنانات والعارضات الجميلات، وبعضها الأخير للإدارة العامة ومؤسسات الدفاع والأمن في دول الخليج، بعنوان أبي ظبي على وجه الخصوص…
من الأخبار المحزنة أن هذه الدار التي كانت على امتداد عهدها، منذ انطلاقتها مع استقلال لبنان عبر مجلة “الصياد” وحتى اقفالها قسراً، اليوم، إحدى المنارات السياسية والثقافية والفنية في لبنان والمنطقة العربية.
لقد اطفئت “الأنوار” في المبنى الذي كان «جامعة» يتخرج منها الصحافيون والكتّاب المبدعون ورسامو الكاريكاتور.. وقائمة الشرف طويلة تضم نخبة ممن سكنت أسماؤهم وجداننا (غسان كنفاني وجان مشعلاني، سليم نصار، هشام أبو ظهر وغيرهم كثيراً آخرهم القلم الممتاز رفيق خوري).
ولقد عملتُ في دار الصياد عشر سنوات متقطعة، متنقلاً بين إدارة التحرير في مجلة “الصياد” ثم كمحرر متجول لمحاورة القادة وتغطية الأحداث الخطيرة التي تفجرت بها الأرض العربية بين عهد جمال عبد الناصر وأيلول الاسود (1963 ـ 1970).. وصولاً إلى “حرب اكتوبر ـ رمضان 1973”)..
عملت فيها وهي تعيش ضائقة مادية حادة، سرعان ما تلتها انفراجات من دون أن يتخلى سعيد فريحه، وهو أحد ملوك الظرف، عن عشقه للفن والطرب وصداقته مع الكبار الذين لن يتكرروا: أم كلثوم ومحمد عبد الوهاب وصباح وعبد الحليم حافظ ووديع الصافي وفيلمون وهبه… وقد جاء التعبير عن هذا العشق بإنشاء «فرقة الأنوار» كمنافس للرحابنة وفيروز في زمن الدعة والازدهار الفني بعنوان مهرجانات بعلبك.
كان سعيد فريحة، الذي نشأ يتيماً وفقيراً وعمل صبي حلاق في حلب، قبل أن يعود إلى بيروت وقد «فك الحرف» وبدأ يمرن نفسه على الكتابة… وعمل في بعض المجلات والصحف التي كانت تصدر آنذاك. ولقد أُعجب سعيد فريحة برياض الصلح، أحد نجوم السياسة في مرحلة استقلال لبنان فرعاه وشجعه على إصدار “الصياد”، خصوصاً وقد لمس لديه شعوره الوطني الصادق معززاً بعروبة صافية.. ونجحت «الصياد» التي اعتمدت فن الكاريكاتور حيث الفكرة أهم من الرسم، سيما وان الهدف السخرية من “الخصوم” والترويج لنزعة الاستقلال والتقارب الجدي مع سوريا.
وحين تفجرت مصر بثورة 23 يوليو (تموز) 1952 بقيادة جمال عبد الناصر، وجد سعيد فريحة “بطله” الذي عوضه غياب رياض الصلح مع انفتاح على أهداف الثورة: العروبة وصولاً إلى دولة الوحدة، ومقاومة الاستعمار، فرنسياً وبريطانيا، ونصرة عبد الناصر وهو يواجه العدوان الثلاثي على مصر (خريف 1956) ثم يتقدم لإنجاز الحلم العربي التاريخي بإقامة أول دولة للوحدة العربية في التاريخ الحديث: الجمهورية العربية المتحدة.
كان طبيعيا، في ظل هذه الفورة القومية، أن يندفع العديد من أهل الصحافة إلى إنشاء المنابر القومية: فأصدر سعيد فريحة “الأنوار”، بعد “الصياد” و”الشبكة” التي عبرت عن “مزاجه” الفني وعلاقته الوطيدة بكبار أهل الفن: ام كلثوم ومحمد عبد الوهاب وصباح وعبد الحليم حافظ الخ..
في غمرة هذا النهوض القومي أصدر رياض طه جريدة “الكفاح العربي” إضافة إلى مجلـة “الأحد” وأصدرت حركة القوميين العرب مجلة “الحرية”، كما أصدر “حزب النجـادة” ـ عدنان الحكيم ـ جريدة “صوت العروبة”، واقترب فريد أبو شهلا من هذا الخط بمجلته “الجمهور الجديد” الخ.

دارت رحى معركة شرسة بين “الانفصاليين” أو “الانعزاليين” و”القوميين”، في وقت كانت صحافة لبنان هي "صحافة العرب”.. خصوصاً وقد استدرج نفوذ عبد الناصر “الرجعية العربية” إلى هذا الميدان عبر جريدة “الحياة” التي بدأت هاشمية مع كامل مروة ثم انحازت إلى السعودية، في حين كانت جريدة “النهار” تمثل وجهة نظر الغرب مع رعاية الكيانية في لبنان، وان بزتها في ذلك جريدة “العمل” الكتائبية، بينما كان للغرب صحفه مباشرة: “الأوريان” باللغة الفرنسية لجورج نقاش، التي تعززت في ما بعد بـ”لوجور”، فضلا عن “الدايلي ستار” باللغة الإنكليزية وقد أصدرها كامل مروه أيضاً..
ويخلص طلال سلمان للقول في مقالته اليومية:
هذا حديث عن الماضي الجميل للصحافة في لبنان التي تعكس على صفحاتها مختلف التيارات السياسية والتوجهات الاقتصادية لجيلين أو ثلاثة من أجيال اللبنانيين، بل العرب في مختلف ديارهم، وعلى اختلاف أنظمتهم التي كثيرا ما استخدمت الصحافة في لبنان ميداناً لصراعاتها وخلافاتها السياسية والعقائدية.
ويؤكد أنه "في وداع دار الصياد، بإصداراتها العديدة، سياسياً وفنياً واجتماعيا، تتهاوى إحدى قلاع الصحافة في لبنان والوطن العربي، مشيرة إلى انتهاء عصر الصحافة المكتوبة، التي كانت ـ على تعدد منابرها ـ ساحة نقاش فكري وسياسي واقتصادي واجتماعي، تقدم بيروت كمنارة ثقافية ومولد أفكار وأرض صراع بين العروبة والكيانية، بين الوطنية وسياسة الالتحاق بالأجنبي وعلى حساب الحرية والهوية والقضايا العادلة لهذه الامة بعنوان فلسطين. رحم الله سعيد فريحة أحد الكبار ممن تركوا بصمتهم على مرحلة من أخصب المراحل واشقها وأروعها في تاريخ هذه الامة التي تكاد تضيع عن هويتها كما عن طريقها إلى مستقبلها".

## الصحف اللبنانية
من أهم الصحف اللبنانية:
- جريدة النهار
- جريدة السفير
- جريدة الشعب
- جريدة الشرق
- جريدة الأنوار الصادرة عن دار الصياد
- جريدة البيرق
- جريدة اللواء
- جريدة الحياة
- جريدة الديار
- جريدة المستقبل
- جريدة البلد
- جريدة الأخبار
- جريدة الجمهورية
- جريدة نداء الوطن

## نقباء الصحافة اللبنانية منذ 1911
1. خليل سركيس رئيس لجنة الصحافة اللبنانية – 1911
2. جورج حرفوش رئيس جمعية الصحافة اللبنانية – 1918
3. رامز سركيس نقيب الصحافة اللبنانية – 1919
4. وديع عقل نقيب الصحافة اللبنانية – 1924 ثم  1928
5. بشارة عبد الله الخوري (الأخطل الصغير وأمير الشعراء) نقيب الصحافة اللبنانية 1925
6. خليل نسيب نقيب الصحافة اللبنانية 1933
7. ميشال أبو شهلا رئيس نقابة الصحافة وجمعية أصحاب الصحف الدورية 1943
8. محي الدين النصولي نقيب الصحافة اللبنانية – 1944
9. جبران التويني نقيب الصحافة اللبنانية – 1946
10. تقي الدين الصلح نقيب الصحافة اللبنانية – 1946
11. إسكندر الرياشي نقيب الصحافة اللبنانية – 1947
12. كميل يوسف شمعون نقيب الصحافة اللبنانية – 1950 ثم 1953
13. روبير أبيلا نقيب الصحافة اللبنانية – 1954  ثم 1956
14. عفيف الطيبي نقيب الصحافة اللبنانية – 1958 ثم 1960 ثم 1962 ثم 1965
15. زهير عسيران نقيب الصحافة اللبنانية – 1966
16. رياض طه نقيب الصحافة اللبنانية – 1967 ثم 1970 ثم 1973 ثم 1976 ثم 1979
17. فريد أنطون تولى رئيس نقابة صحافة الشمال – 1938
18. محمد البعلبكي نقيب الصحافة اللبنانية – 1982 ثم 1984 ثم 1987 ثم 1990 ثم 2011
19. عـونـي الكعكـي نقيب الصحافة اللبنانية 2015 ثم 2017 [13]

### رئاسة النقابة بالوكالة
محمد الباقر 1946، وفريد أبو شهلا 1980، وتوفيق المتني 1967، ورأس رامز سركيس الهيئة الانتقالية لأرباب الصحف 1943.

## وكالات الأنباء
في لبنان وكالتا أنباء تمتلكهما الدولة اللبنانية، منها الوكالة الوطنية للإعلام (NNA)، المؤسسة الرسمية للأخبار في لبنان، أطلقت العام 1964. كان عدد المشتركين في العام 1974 نحو 600. والوكالة الثانية هي وكالة الأنباء المركزية.

## ينظر أيضًا
- تاريخ الصحافة اللبنانية
- الصحافة اللبنانية.. تاريخ طويل وحاضر صعب
- الصحافة اللبنانية بين 1930 و1943
- جورج عارج سعادة: النهضة الصحفية في لبنان، مطابع الجبيلي، بيروت 1965
- ليلى حمدون: الصحافة اللبنانية منذ نشأتها حتى الحرب العالمية الأولى (موقع إلكتروني)
- د. هلال ناتوت: الصحافة الرسمية في لبنان: نشأة الجريدة الرسمية وتطورها، دار خضـر للطباعة والنشر والتوزيع، بيروت 1992.
- يوسف أسعد داغر: قاموس الصحافة اللبنانية، منشورات الجامعة اللبنانية، المطبعة الكاثوليكية، بيروت 1978
- فيليب طرزي: تاريخ الصحافة العربية، المطبعة الأدبية، بيروت 1914
- أديب مروة: الصحافة العربية، دار ومكتبة الحياة – بيروت 1961
- الجريدة الرسمية - بيروت
- قسم المعلومات في نقابة الصحافة في لبنان.